# Javier Pérez
Pour les articles homonymes, voir Javier Pérez (homonymie) et Pérez.
Javier Pérez, né le 31 décembre 1968 à Bilbao (Espagne), est un artiste contemporain espagnol, qui vit et travaille à Barcelone. Il est considéré comme un artiste à multiples facettes et pluridisciplinaire, tant pour les procédures et les matériaux qu'il utilise que pour les différentes disciplines artistiques qu'il expérimente. Son travail oscille entre sculpture, dessin, vidéo, photographie, performance et installation artistique, en mettant l'accent sur l'interaction de ses œuvres avec les espaces qui les accueillent.

## Biographie
Javier Pérez est diplômé de la faculte des beaux-arts de l'université du Pays basque (UPV/EHU)  en 1992, il a participé à un échange d'études à la Karl Hofer Gesellschaff à Berlin.
En 1993, après avoir reçu une bourse du Conseil provincial de Biscaye pour la création artistique à l'étranger, il a obtenu a Mastère à l'École nationale supérieure des beaux-arts de Paris (ENSBA), où il a vécu de 1992 à 1998.
En 1995, son travail a été inclus dans l'exposition Passions privées au Musée d'Art Moderne de Paris, et en 1996, il a eu sa première exposition personnelle à la Galerie Chantal Crousel (Paris).
En 1997, Georges Didi-Huberman sélectionne ses œuvres pour l'exposition L'empreinte, au Centre Pompidou à Paris, et, quelques mois plus tard, Estancias, , est sa première exposition personnelle au Musée d'Art Moderne et Contemporain de Strasbourg (France).
En 1998, il retourne en Espagne et s'installe à Barcelone. La même année, il expose Hábitos, au Museo Nacional Centro de Arte Reina Sofía de Madrid et Mudar à la Sala Rekalde emblématique de Bilbao. Il a également reçu le prix Gure Artea 98, décerné par le gouvernement basque, ainsi que le Prix Ojo Crítico de Radio Nacional de España.
En 2000, il présente pour la première fois son travail au musée Guggenheim de Bilbao, dans le cadre d'une exposition collective d'artistes basques intitulée La torre herida por el rayo, sous la direction de Javier González de Durana.
L'année suivante, en 2001, il est sélectionné pour représenter l'Espagne à la XLIX Biennale de Venise,un événement majeur dans sa carrière professionnelle. Intitulée Un trozo de cielo cristalizado, cette œuvre occupe la nef centrale du pavillon espagnol et est installée définitivement en 2002 dans le hall d'entrée de l'Artium Centro-Museo Vasco de Arte Contemporáneo à Vitoria-Gasteiz au Pays basque.
En 2003, le musée Artium susmentionné a organisé une rétrospective de son œuvre depuis 1994, qui avait également été présentée quelques mois plus tôt au Carré d'Art-Musée d'Art Contemporain de Nîmes (France).
Au cours des années 2000 et 2020, il a participé à de nombreuses expositions collectives et personnelles, et ses œuvres sont entrées dans les collections de musées tels que le Museo Nacional Centro de Arte Reina Sofía de Madrid (MNCARS), le musée Guggenheim, de Bilbao, le Corning Museum of Glass de New York, le Centre Pompidou de Paris et le Toyama Glass Art Museum du Japon, pour n'en citer que quelques-uns.
En France, il a été artiste en résidence au Centre international de recherche sur le verre et les arts plastiques (CIRVA) à Marseille entre 1998 et 2004, puis en 2007 et 2009. C'est dans ce cadre qu'il a notamment produit La Torre de Sonido, présentée à la Chapelle de la Vieille Charité en 2001. Il a également collaboré en 2001 avec le Centre de Recherche sur les arts du feu et de la terre (CRAFT) à Limoges. Il est également important de mentionner sa nomination au prix de dessin de la Fondation Guerlain en 2007.
En 2022, la Sala Kubo-Kutxa (es) de Saint-Sébastien (Espagne) lui consacre une exposition rétrospective de ses quinze dernières années intitulée Presencias-Ausencias (Présences-Absences). Toujours en 2022, il participe à l'exposition Sections-Intersections,  à l'occasion du 25 ans de la collection du musée Guggenheim de Bilbao. Les thèmes centraux de son travail tournent autour de la condition humaine et de la nature cyclique de la vie, d'où ses références fréquentes au corps et à d'autres concepts inhérents à l'existence humaine, tels que la corporéité, la temporalité, l'éphémère ou la transformation. Pour ce faire, Javier Pérez utilise un langage métaphorique et recourt à une pratique artistique multiforme et syncrétique dans les domaines de la sculpture, du dessin, de la photographie, de la vidéo, de la performance et de l'installation, qu'il utilise indépendamment ou conjointement dans ses œuvres. Il fait également preuve d'une grande polyvalence dans l'utilisation des matériaux, qu'ils soient organiques (intestins d'animaux, crinières, latex ou chrysalides), fragiles (verre ou porcelaine) ou durs (bronze ou marbre), Il convient également de noter l'utilisation d'autres éléments immatériels, tels que le son, la gravité et le mouvement, dans certaines de ses œuvres.
Javier Pérez vit et travaille à Barcelone, où il a son studio-atelier dans un petit village du massif du Montseny en Catalogne

## Expositions

### Personnelles  (sélection)
- 1996 : Javier Pérez, Galerie Chantal Crousel, Paris, France
- 1997 : Estancias, Musées de Strasbourg, Strasbourg, France
- 1998 : Hábitos, Museo Nacional Centro de Arte Reina Sofía, Madrid, Espagne
- 1998 : Mudar, Sala Rekalde, Bilbao, Espagne
- 1999 : Levitas-Gravitas, Galerie Salvador Díaz, Madrid, Espagne
- 2000 : Reﬂejos de un viaje, École Régionale des Beaux -Arts, Rouen, France
- 2001 : La torre de sonido, Chapelle de La Vieille Charité, Marseille, France
- 2001 : Pavillon espagnol, "La Biennale di Venezia", Venise, Italie
- 2003 : Javier Pérez, Artium Museoa, Vitoria, Espagne
- 2003 : Javier Pérez, Carré d'Art, Nîmes, France
- 2004 : Mutaciones, Palacio de Cristal, Madrid, Espagne
- 2004 : Javier Pérez, Espace Arts Plastiques, Vénissieux, France
- 2005 : Anomalies, La Criée Centre d'Art Contemporain, Rennes, France
- 2006 : Sculptures, Photographies, Frac Haut - Normandie, Ruan, Francia
- 2006 : Dessins, Musée des Beaux - Arts de Rouen, Rouen, France
- 2008 : Objetos del deseo, Espai Quatre, , Palma de Mallorca, Espagne
- 2009 : Lamentaciones, Cathédrale de Burgos, Espagne
- 2010 : Nocturne Op. 9, Galerie Guy Bärtschi, Genève, Suisse
- 2011 : Body of Christ, The Nasher Museum of Art, Durham, États-Unis
- 2012 : Lamentacions, Musée de Montserrat, Barcelone, Espagne
- 2012 : El carrusel del tiempo, Festival de Salzbourg, Autriche
- 2012 : Sur le fil, Galerie Papillon, Paris, France
- 2017 : La obra invitada: Carroña, Museo de Bellas Artes de Bilbao, Espagne
- 2018 : Javier Pérez, Transpalette Centre d'Art Contemporain, Bourges, France
- 2019 : Pulsions-Pulsations, Galerie Papillon, Paris, France
- 2020 : Infinito privado, Galerie Wilde, Bâle, Suisse
- 2021 : Basajaun in Bremdonck, Keteleer Gallery, Brasschaat, Belgique
- 2022 : Presencias-Ausencias, Sala Kubo, San Sebastián, Espagne
- 2023 : Polaridad, Galerie Wilde, Genève, Suisse
- 2024 : Un Souffle, Galerie Papillon, Paris, France

### Collectives (sélection)
- 1997 : :Engel, :Engel, [24] Galerie Rudolfinum, Prague, République tchèque

- 2000 : La Torre Herida por el Rayo, [25] Museo Guggenheim Bilbao, Espagne

- 2002 : Busan Biennale, [26] Busan Metropolitan Art Museum, Corée du Sud

- 2006 : L’Homme – paysage, [27] Palais des Beaux-Arts, Lille, France

- 2008 : En Perspective – Giacometti, [28] Musée des Beaux-Arts de Caen, France

- 2008 : Instalaciones, [29] Museo Guggenheim Bilbao, Bilbao, Espagne

- 2013 : Donation Florence et Daniel Guerlain, [30] Centre Pompidou, Paris, France

- 2013 : Fragile, [31]Musée Maillol, Paris, France

- 2019 : A Passion for Drawing, [32] Albertina Museum, Vienne, Austria

- 2022 : Secciones / Intersecciones, [33] Museo Guggenheim Bilbao, Espagne

- 2022 : La Forêt Magique, [34] Palais des Beaux-Arts, Lille, France

## Public Collections(sélection)
- The Heather and Tony Podesta Collection, Washington, États-Unis